# Gyömbér Norbert
Gyömbér Norbert (Nagyrőce, 1992. július 3. –) szlovákiai magyar labdarúgó, aki jelenleg a Salernitana Calcio és a szlovák labdarúgó-válogatott játékosa.

## Pályafutása
Az MFK Revúca és a Banská Bystrica korosztályos csapataiban nevelkedett. 2011. október 1-jén az MFK Ružomberok csapata ellen mutatkozott be a Bystrica első csapatában. 2012. május 25-én az év játékosának választottak meg csapatában a szurkolók. A 2013-as januári átigazolási időszakban a Catania csapata megvásárolta, de csak július 1-jén csatlakozott a klubhoz. 2015. augusztus 18-án az AS Roma csapata jelentette be szerződtetését, először csak kölcsönbe érkezett. 2016. augusztus 15-én a szintén olasz Pescara csapatába került kölcsönben. 2017. február 16-án a szezon további részére kölcsönbe került az orosz Tyerek Groznijhoz. Nyáron az AS Bari kölcsönjátékosa lett. 2018. augusztus 14-én három éves szerződést kötött a Perugia klubjával. 2020. szeptember 12-én aláírt a Salernitana Calcio klubjához.

## Külső hivatkozások
- Gyömbér Norbert adatlapja a Transfermarkt oldalán (angolul)
- Gyömbér Norbert adatlapja a Soccerway oldalon (angolul)